# آيت مخلوف (سيدي علال المصدر)
آيت مخلوف هي إحدى مشيخات المملكة المغربية، تتبع جغرافيا لإقليم الخميسات وإداريًا لسيدي علال المصدر. يقدر عدد سكانها بـ 2575 نسمة حسب الإحصاء الرسمي للسكان والسكنى لسنة 2004.